# Io e te (film)
Io e te è un film del 2012 diretto da Bernardo Bertolucci.
Il soggetto è liberamente tratto dall'omonimo romanzo di Niccolò Ammaniti che ha preso parte alla stesura della sceneggiatura.
A quasi dieci anni di distanza Bertolucci, qui alla sua ultima regia, torna dietro la macchina da presa dopo The Dreamers - I sognatori del 2003. L'ultimo film interamente girato in italiano, La tragedia di un uomo ridicolo, risaliva invece al 1981.

## Trama
Lorenzo è un adolescente introverso e problematico. Quando la sua classe parte per la settimana bianca in Cadore, decide di far credere ai genitori di essere partito con i compagni, ma in realtà si nasconde nella cantina di casa. Comprate le provviste necessarie, si barrica nel suo alloggio improvvisato, rispolverando un vecchio letto e pulendo il bagno. Crea così un proprio mondo, riempito dalla musica, dal computer, da un libro che legge ad alta voce e da insetti che ciba e osserva.
Tuttavia, dopo la prima notte compare a stravolgere i suoi piani la sorellastra eroinomane Olivia - di dieci anni più grande -, giunta in cantina per cercare alcuni oggetti. Olivia se ne va, ma torna in piena notte, non sapendo dove dormire. Accolta malvolentieri, si scontra inizialmente con la chiusura di Lorenzo, infastidito dalla sua presenza, che rompe la sua amata solitudine. Nel contempo, la ragazza comincia a soffrire di gravi crisi di astinenza da droga e sonniferi. Lorenzo, progressivamente impietosito, accetta di recarsi nell'ospedale in cui è ricoverata la nonna, cui sottrae alcuni flaconi di sonniferi.
Quando le crisi di Olivia si placano, tra lei e il fratellastro si instaura una complicità crescente: entrambi sono soli ed emarginati. Se Lorenzo vive nel proprio mondo, Olivia, emarginata dai problemi di droga, ha subito recentemente disavventure amorose ed esistenziali, nonostante speri di gestire un agriturismo in Maremma con un uomo conosciuto da qualche tempo. Lorenzo scopre inoltre delle fotografie scattate da Olivia che la raffigurano in pose discinte, aprendosi al contatto con la realtà esterna, ma l'affetto per la giovane si traduce principalmente in una comunione spirituale. I due si lasciano andare a reciproche confidenze, fino a farsi promettere, rispettivamente, di uscire dal vortice della tossicodipendenza e dall'assoluta solitudine. L'ultima sera Lorenzo e Olivia ballano insieme sulle note di Ragazzo solo, ragazza sola. Poi, durante la notte, la giovane acquista un'ultima dose di eroina, che nasconde nel pacchetto di sigarette, indecisa se usarla o meno.
La "vacanza" è finita: il giorno seguente Lorenzo abbraccia la sorella e, sorridente, si dirige verso casa.

## Produzione
Il film è coprodotto dall'italiana Wildside di Mario Gianani, Fausto Brizzi, Lorenzo Mieli, Saverio Costanzo e Marco Martani
Inizialmente il regista e la produzione hanno pensato di girare il film in stereoscopia, con macchine da presa digitali 3D. Dopo aver effettuato vari test Bernardo Bertolucci si rese conto che girare in 3D era “ancora macchinoso” e avrebbe “rallentato il passo”. Pertanto la decisione finale sul supporto di ripresa da utilizzare è ricaduta sul tradizionale sistema in pellicola 35mm, col quale Bertolucci ha girato tutti i suoi lavori precedenti.

## Colonna sonora
La colonna sonora del film è stata composta dal maestro Franco Piersanti. Il film presenta diversi brani Rock e, nel finale, David Bowie che canta in italiano Ragazzo solo, Ragazza sola (versione in italiano di Space oddity su testo di Mogol)

### Tracce
1. Io e te
2. Il quartetto di Lorenzo
3. Sognare forse...
4. Lorenzo e Olivia
5. Apnea, Armadillo, Tomba degli amanti
6. Movimento di Quartetto (Dedicato a Bernardo)
7. Ragazzo solo, ragazza sola - David Bowie (Testo Mogol)
8. Sing for Absolution - Muse
9. Boys Don't Cry - The Cure
10. Rebellion (Lies) - Arcade Fire

## Promozione
In occasione del passaggio al Festival di Cannes, è stata diffusa online la prima clip del film.
Il film è stato presentato in anteprima italiana giovedì 14 giugno alle 22:30.

## Distribuzione
Il film è stato proiettato al 65º Festival di Cannes tra i film fuori concorso ed è stato distribuito nelle sale italiane il 25 ottobre 2012.

## Riconoscimenti
- 2013 - David di Donatello
  - Candidatura Miglior film
  - Candidatura Miglior regia a Bernardo Bertolucci
  - Candidatura Miglior attrice protagonista a Tea Falco
  - Candidatura Migliore sceneggiatura a Niccolò Ammaniti, Umberto Contarello, Francesca Marciano e Bernardo Bertolucci
  - Candidatura Migliore fotografia a Fabio Cianchetti
  - Candidatura Miglior colonna sonora a Franco Piersanti
- 2013 - Nastro d'argento
  - Nastro d'argento dell'anno
  - Premio Guglielmo Biraghi a Jacopo Olmo Antinori
  - Nastro Bulgari a Tea Falco
- 2013 - Globo d'oro
  - Miglior musica a Franco Piersanti
  - Candidatura Miglior sceneggiatura a Niccolò Ammaniti, Umberto Contarello, Francesca Marciano e Bernardo Bertolucci

## Differenze rispetto al libro
Nel film la gita è un'iniziativa della scuola, nel libro, di Alessia, Giovanna, Oscar e altri i quali non invitano Lorenzo (che dice comunque alla mamma di essere invitato). Nel libro, quindi, la madre non vuole parlare con l'insegnante di Lorenzo, come nel film, ma vuole ringraziare la madre di Alessia.
Nel libro nessun altro viene a conoscenza della "settimana bianca in cantina" di Lorenzo e Olivia. Nel film invece un amico di Olivia entra nel loro rifugio.
Il finale del film lascia più spazio alla speranza: Olivia continua a comprare la roba, ma sembra molto più restia sul farsi o meno, anche grazie alla promessa fatta a Lorenzo. Il libro invece finisce con la morte di Olivia 10 anni dopo per overdose.
Nel libro inoltre Lorenzo non sa cosa stia succedendo alla sorella, infatti inizialmente pensa che Olivia abbia la febbre e non le chiede mai informazioni sulla droga. Nel film invece Olivia dice subito al fratello che -testuali parole- "sta a rota" e che è una tossica. In un secondo momento Lorenzo le chiederà di che tipo di droga si faccia.